# حزب الديمقراطية والتقدم / الحزب الاشتراكي
حزب الديمقراطية والتقدم / الحزب الاشتراكي (بالفرنسية: Parti pour la Démocratie et le Progrès / Parti Socialiste)‏ هو حزب سياسي في بوركينا فاسو (فولتا العليا سابقًا). تأسس الحزب في مايو 2001 بدمج حزب الديمقراطية والتقدم مع الحزب الاشتراكي البوركينابي.
في الانتخابات البرلمانية التي أجريت في 5 مايو 2002 ، فاز الحزب بنسبة 7.5 ٪ من الأصوات الشعبية و10 من أصل 111 مقعدًا. في الانتخابات الرئاسية في 13 نوفمبر 2005، فاز مرشحه علي لانكواندي بنسبة 1.74 ٪ من الأصوات الشعبية.
فاز الحزب بمقعدين في الانتخابات البرلمانية لعام 2007. في الانتخابات الرئاسية لعام 2010، فاز مرشح الحزب أوامبوسوجا فرانسوا كابوري بنسبة 0.6 ٪ من الأصوات الشعبية.